# Apanteles harti
Apanteles harti är en stekelart som beskrevs av Henry Lorenz Viereck 1910. Apanteles harti ingår i släktet Apanteles och familjen bracksteklar. Inga underarter finns listade i Catalogue of Life.